# 张永奎
张永奎（1893年10月—1977年6月），俄语名瓦西里·亚历山德罗维奇，男，辽宁辽阳人，中国近代政治人物、学者，曾为旅俄华工领袖，也是参加共产国际第一次代表大会的两位中国代表之一（另一位是刘绍周）。